# Heinrich Wieland

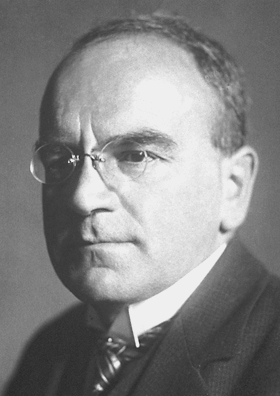
Heinrich Otto Wieland (1924)

Heinrich Otto Wieland (* 4. Juni 1877 in Pforzheim; † 5. August 1957 in München) war ein deutscher Chemiker. Im Jahr 1928 erhielt er den Nobelpreis für Chemie des Jahres 1927.

## Leben
Heinrich Wieland war Sohn einer wohlhabenden liberalen Unternehmerfamilie aus dem badischen Pforzheim. Sein Vater, ein Chemiker, kaufte nach dem Krieg von 1870/71 eine Edelmetallscheideanstalt. Dadurch angeregt, begann Wieland 1896 an der Universität München mit dem Chemiestudium und wurde im Jahre 1901 bei Johannes Thiele promoviert.
Er habilitierte sich im Jahre 1905 mit einer Arbeit über Stickstoffoxide. Es folgten, neben der Dozententätigkeit in München, jahrelange Berater- und Gutachtertätigkeiten. Von 1915 bis in die 1920er Jahre war Heinrich Wieland Berater bei Boehringer Ingelheim und baute in dieser Zeit die erste wissenschaftliche Abteilung des Unternehmens auf. Heinrich Wieland war ein Cousin von Helene Boehringer, Frau von Firmengründer Albert Boehringer. Dadurch blieb er der chemisch-pharmazeutischen Fabrik C. H. Boehringer Sohn in Ingelheim am Rhein ein Leben lang verbunden.
Anfangs unabkömmlich gestellt, wurde Wieland ab März 1917 dennoch zum Kriegsdienst einberufen. 1917/18 leitete Wieland die Abteilung für Kampfstoffsynthese an Fritz Habers Kaiser-Wilhelm-Institut für physikalische Chemie und Elektrochemie in Berlin-Dahlem, wo er Kampfstoffe wie Senfgas (Lost) und die sogenannten „Maskenbrecher“ entwickelte. In dieser Zeit erreichte ihn auch der Ruf auf eine Professur an der TH München. So wurde er zum Pendler zwischen München und Berlin.
1921 wurde Wieland zum Professor an der Universität Freiburg und zum Wintersemester 1925/26 als Nachfolger von Richard Willstätter an die Universität München berufen. Er forschte im Bereich der Alkaloide, besonders am Strychnin, das damals aus der Brechnuss hergestellt wurde. Ab 1933 intensivierte er die Forschung am indianischen Pfeilgift. Für seine Forschungsarbeiten, beispielsweise zu Tiergiften, aber auch zu anderen Themen der organischen Chemie, wurde er mit mehr als 20 Forschungsanträgen von der Notgemeinschaft der Deutschen Wissenschaft und dem Reichsforschungsrat finanziert. Da seine Forschungsgebiete – insbesondere über die Nebensterine der Hefe, die es ihm ermöglichten, während des Krieges Mitarbeiter vor Einberufungen oder Abkommandierungen freizustellen  – während der Zeit des Nationalsozialismus als kriegswichtig eingestuft waren, wurden mehrere Denunziationsversuche gegen ihn in dieser Zeit nicht weiterverfolgt. Ebenso konnte er ab 1939 etwa 25 sogenannte „Halbjuden“ als „Gäste des Geheimrates“ in seinen Arbeitskreis aufnehmen. Darunter war auch Hans Conrad Leipelt, zu dessen Entlastung er vor Gericht aussagte. Unter seinem Schutz standen auch Hildegard Hamm-Brücher, die 1945 bei ihm promoviert wurde, und Mirjam David.
1908 heiratete er Josephine Bartmann aus München. Sie hatten drei Söhne und eine Tochter. Die Söhne Wolfgang und Theodor wurden Chemiker, der dritte Sohn Otto war Medizinprofessor an der Universität München. Die Tochter Eva heiratete den Biochemiker Feodor Lynen, der 1964 den Nobelpreis für Physiologie oder Medizin erhielt.

## Leistungen
Sein erster Arbeitsschwerpunkt ab 1912 waren die Arbeiten an der Cholsäure, dem Cholesterin und einem Krötengift. Das Medikament Cadechol geht auf seine Initiative zurück. Er konnte die Struktur der Steroide endgültig erklären und legte somit die Grundlagen für viele herzwirksame Mittel. Den strukturellen Zusammenhang von Gallensäuren und Steroiden wies er 1932 mit seiner engen Mitarbeiterin Elisabeth Dane nach und schlug mit ihr eine Struktur des Cholesterols vor.
Während des Ersten Weltkrieges perfektionierte Wieland chemische Kampfstoffe wie Lost und entwickelte sogenannte „Maskenbrecher“. In Freiburg lag sein Forschungsschwerpunkt im Bereich der Alkaloide. Seine Kontakte zu Boehringer/Ingelheim waren wohl auch der Auslöser für seine Arbeiten am Strychnin. Trotz des hohen Herstellungspreises war es ein beliebtes Ratten- und Mäusegift, gerade während der Rattenplagen im Zweiten Weltkrieg. Bis 1949 legten Wieland und seine Mitarbeiter dann ein besonderes Augenmerk auf das Begleitalkaloid Vomicin, das bei der Herstellung von Strychnin aus der Brechnuss anfällt.
Ein weiterer Forschungsschwerpunkt seit 1933 war das indianische Pfeilgift Calebassen-Curare. Es wurde 1942 in die chirurgische Praxis eingeführt; damit wurden Eingriffe in die Körperhöhlen und das zentrale Nervensystem möglich.
Schon früh begann er auch mit der Erforschung des Lobelia-Alkaloids, eines Wirkstoffes der nordamerikanischen Pflanze Lobelia inflata, auch Indianertabak genannt. Wieland gelang die Isolierung dieses Wirkstoffes, der dann 1921 von Boehringer als Atem-Analeptikum mit dem Namen „Lobelin – Ingelheim“ auf den Markt kam. Die weitere Forschung zweier Wieland-Schüler führte 1937 bei der Firma Boehringer zur ersten großtechnisch machbaren Vollsynthese des Wirkstoffes Lobelin.
Zu Wielands Schülern gehörte unter anderem der Chemiker Franz Gottwalt Fischer.
Ab der 16. Auflage übernahm er die Bearbeitung des Lehr- und Praktikumsbuches Die Praxis des organischen Chemikers, das Ludwig Gattermann begründet hatte. Nach seinem Tod führte sein Sohn Theodor Wieland das Werk weiter.

## Ehrungen

### Auszeichnungen
Im Jahr 1928 wurde Wieland rückwirkend der Nobelpreis für Chemie des Jahres 1927 zugesprochen. Er erhielt den Preis „für seine Forschungen über die Zusammensetzung der Gallensäure und verwandter Substanzen“. Im Jahr 1927 war kein Nobelpreisträger für Chemie gewählt worden. Der Nobelpreisträger eines Jahres kann in einem solchen Fall auch im nächsten Jahr bestimmt werden. Diese Regelung wurde bei Wieland angewendet. Er nahm den Nobelpreis am 10. Dezember 1928 in Stockholm entgegen.
Mitgliedschaften:
- 1921: korrespondierendes Mitglied der Göttinger Akademie der Wissenschaften[7]
- 1921: außerordentliches Mitglied der Heidelberger Akademie der Wissenschaften, ab 1925 auswärtiges Mitglied
- 1925: Mitglied der Leopoldina[8]
- 1925: ordentliches Mitglied der Bayerischen Akademie der Wissenschaften
- 1929: Mitglied der American Academy of Arts and Sciences[9]
- 1929: korrespondierendes Mitglied der damaligen Sowjetischen Akademie der Wissenschaften[10][11]
- 1932: Mitglied der National Academy of Sciences

Im Jahr 1942 erhielt Wieland die Goethe-Medaille für Kunst und Wissenschaft. Seit 1952 war er Mitglied des Ordens Pour le Mérite für Wissenschaft und Künste sowie Träger des Großen Verdienstkreuzes der Bundesrepublik Deutschland.

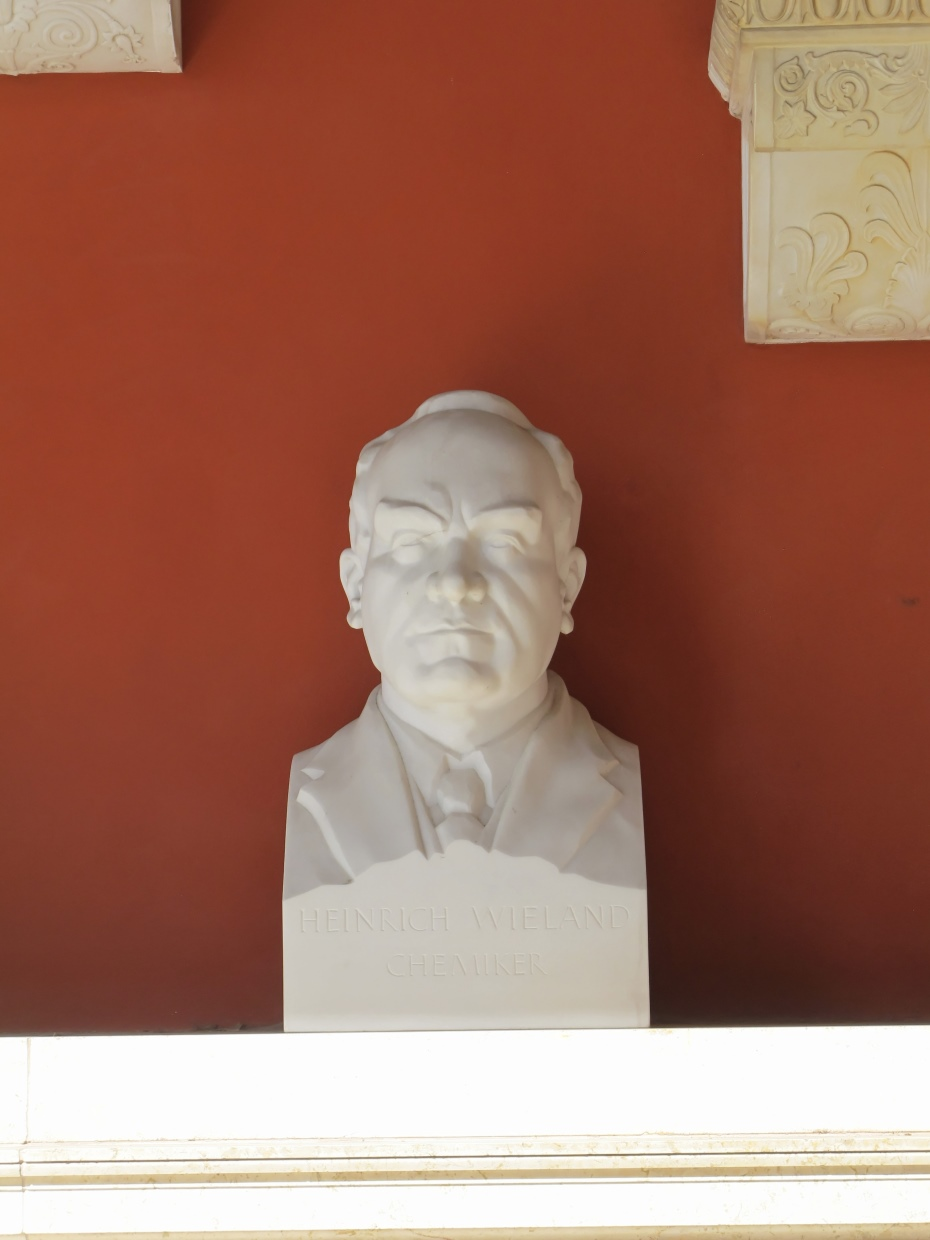
Heinrich Wieland, Büste in der Ruhmeshalle in München

### Postume Ehrungen
Nach Wieland sind in seiner Heimatstadt Pforzheim eine Straße und eine Schule benannt, in München eine Straße.
Seit 1964 wird der Heinrich-Wieland-Preis vergeben, zunächst vom Margarine-Institut für innovative wissenschaftliche Arbeiten in den Bereichen Biochemie, Chemie, Physiologie und klinische Medizin der Fette und Lipide, heute von der Boehringer Ingelheim Stiftung für biologisch aktive Moleküle und Systeme sowie deren klinische Bedeutung in der Chemie, Biochemie und Physiologie.
Seit 2000 steht eine Büste in der Ruhmeshalle in München.